# واتسدوکا
واتسدوکا (به مجاری:  Vácduka) یک منطقهٔ مسکونی در مجارستان است که در ناحیه واتس واقع شده‌است.